# اسلحه‌دارباشی
اسلحه‌دارباشی یکی از نقشهای نظامی در دوره قاجاریه می‌باشد و آن فردی است رئیس اسلحه داران است.
در ساختار نظامی، محلی به نام اسلحه‌خانه جهت نگهداری اسلحه‌ها در نظر گرفته می‌شود و ورود و خروج از آن به‌طور دقیق کنترل می‌گردد.
در زمانهای گذشته که تولید اسلحه محدود بود و تأمین آن نیز به سختی صورت می‌گرفت، به‌طور معمول پادشاهان فرد مطمئنی را جهت کنترل اسلحه‌خانه می‌گمارند و معمولاً این فرد نیز محافظ اول پادشاه می‌شد که در همه جا با تیم خود مراقبت از پادشاه را بعهده داشت.

## اسلحه‌دارباشی‌ها
در زمان سلطنت رضا شاه پهلوی در سال ۱۳۰۴ خورشیدی آقای یدالله خان بیگدلی به عنوان اسلحه‌دار مخصوص انتخاب گردید و پس از به حکومت رسیدن محمدرضا شاه این حکم در سال ۱۳۲۶ خورشیدی تمدید گردید.